# Карін Ґутке
Карін Ґутке (нім. Karin Guthke, 23 листопада 1956) — німецька стрибунка у воду.
Призерка Олімпійських Ігор 1980 року, учасниця 1976 року.